# Шлоссер, Юлиус фон
Юлиус Альвин Франц Георг Андреас Риттер фон Шлоссер (нем. Julius Alwin Franz Georg Andreas Ritter von Schlosser, 23 сентября 1866, Вена — 1 декабря 1938, Вена ) — выдающийся австрийский историк искусства венской школы. По словам Эрнста Гомбриха он является «одной из самых выдающихся личностей в истории искусства».

## Биография
В 1884—1887 годах Шлоссер учился в Венском университете, изучал филологию, всеобщую историю, историю искусства и археологию. В 1888 году под руководством Франца Викхоффа написал диссертацию о клуатрах раннесредневековых монастырей. В 1892 году защитил её как докторскую диссертацию. В 1901 году стал хранителем собрания скульптуры в Венском музее истории искусства. В 1913 году посвящён в рыцари и прибавил к своей фамилии частицу «фон». В 1919 году Юлиус фон Шлоссер стал членом Австрийской Академии наук (Österreichische Akademie der Wissenschaften). После неожиданной смерти Макса Дворжака в 1922 году он возглавил второе отделение истории искусства Венского университета. Первое отделение возглавлял его коллега и соперник, Йозеф Стшиговский. В 1936 году Юлиус фон Шлоссер вышел в отставку.
В 1908 году Шлоссер опубликовал работу «Кунсткамеры и вундеркамеры позднего Ренессанса» (Die Kunst- und Wunderkammern der Spätrenaissance), а в 1912 году исследование о «Комментариях» Лоренцо Гиберти. В 1914—1920 годах Шлоссер написал восемь частей «Материалов для источниковедения по истории искусства» (Materialien zur Quellenkunde der Kunstgeschichte), в 1923 году — исследование под названием «Искусство Средних веков» (Die Kunst des Mittelalters). В 1924 году он опубликовал «Литературу по искусству» (Die Kunstliteratur): библиографию по истории искусства, востребованную по настоящее время. Она была переведена на итальянский язык как «Литература по искусству: Пособие по источниковедению новой истории искусства» (La letteratura artistica: Manuale delle fonti della storia dell’arte moderna, 1935; 2 — е издание 1956 г., 3 — е издание 1964 г.). В 1984 году эта работа была переведена на французский язык. Историк Якоб Буркхардт выразил своё восхищение работой Шлоссера в своей знаменитой книге «Культура Италии в эпоху Возрождения» (1860): «Это труд, написанный с глубоким пониманием знаний из первых рук, он не только незаменим в качестве библиографического справочника, но и является одной из немногих работ по этой теме, которые одновременно являются научными и читаемыми».
В период 1929—1934 годов Юлиус фон Шлоссер написал и опубликовал 3-томный труд «Художественные проблемы раннего Возрождения» (Künstlerprobleme der Frührenaissance). Затем последовала «Венская школа истории искусства» (Die Wiener Schule der Kunstgeschichte,1934), в которой Шлоссер заявил, что деятельность Стшиговского и его учеников не имеет отношения к подлинной венской школе, так как идеи провозглашённого Стшиговским «методологического ориентализма» и «идеологического архаизма» противоречат её основополагающим принципам.
Помимо многих работ по истории изобразительного искусства, Юлиус фон Шлоссер опубликовал историю музыкальных инструментов (1922). Мать Шлоссера была итальянкой, поэтому он неплохо владел итальянским языком и это позволяло ему читать оригинальные итальянские тексты, в частности, Джорджо Вазари, чего он ожидал и от своих студентов. Будучи близким другом итальянского философа Бенедетто Кроче, фон Шлоссер перевёл его произведения на немецкий язык.
Философия искусства Шлоссера развивалась в духе неогегельянства. Для научной деятельности Шлоссера характерен интерес к пограничным областям искусства и внехудожественным областям применения художественного творчества: утилитарной, культовой. Эту идею Шлоссер изложил в «Истории стиля и истории языка изобразительного искусства» (1935). По мнению учёного, следует различать две истории искусства — историю «поэзии», то есть уникальных художественных творений, не поддающихся понятийному усвоению, а только непосредственному переживанию и ощущению стиля, и историю собственно художественного языка, который может быть исследован, формализован и истолкован, в том числе через внехудожественное объяснение, включая музыкальные аналогии. Примечательно, что сам Шлоссер был неплохим музыкантом, играл на скрипке и фортепиано. Однако Шлоссер восстаёт в равной степени против «проделок морализаторского рассмотрения искусства», и против историзации понятия искусства, что свойственно было концепции Макса Дворжака («стиль эпохи» для Шлоссера — фикция). «Связная история искусства невозможна, реальны только репрезентативные и выборочные монографии с подчёркнуто субъективными оценками».
Эрнст Гомбрих в статье, опубликованной в «Burlington Magazine», подчёркивал, что фон Шлоссер «не был специалистом современного типа: он не стремился быть узким специалистом, его чтение было обширно, его взгляд широк, он охватывал литературу не менее широко, чем историю искусства и всеобщую историю, и не в последнюю очередь музыку. Его профессионализм отражается в каждой строке, которую он написал».
Учениками фон Шлоссера были Отто Курц, Эрнст Крис, Ханс Эрнст Гомбрих, Отто Пехт, Ганс Зедльмайр, Фриц Заксль, Людвиг Гольдшейдер, Шарль де Тольнай и многие другие известные историки искусства XX века.
В «Словаре историков искусства» (The Dictionary of Art Historians (DAH); online encyclopedia) Юлиус фон Шлоссер назван «одним из гигантов истории искусства в XX веке».
В Вене в честь выдающегося учёного названа одна из улиц: «Аллея Шлоссера» (Schlossergasse).

## Основные работы
- 1886: Западный монастырский комплекс раннего Средневековья (Die abendländische Klosteranlage des früheren Mittelalters).
- 1892: Письменные источники по истории искусства эпохи Каролингов (Schriftquellen zur Geschichte der karolingischen Kunst).
- 1896: Источники по истории искусства в западном средневековье: Избранные тексты с IV по XV века (Quellenbuch zur Kunstgeschichte des abendländischen Mittelalters: Ausgewählte Texte des vierten bis fünfzehnten Jahrhunderts).
- 1898: Хаггада из Сараево: Испано-еврейская рукопись Средневековья (Die Haggadah von Sarajevo: Eine spanisch-jüdische Bilderhandschrift des Mittelalters).
- 1908: Кунсткамеры и вундеркамеры позднего Ренессанса: Вклад в историю коллекционирования (Die Kunst- und Wunderkammern der Spätrenaissance: Ein Beitrag zur Geschichte des Sammelwesens).
- 1911: История портретной живописи восковыми красками (Geschichte der Porträtbildnerei in Wachs).
- 1912: «Комментарии» Лоренцо Гиберти (Lorenzo Ghibertis Denkwürdigkeiten).
- 1914—1920: Материалы для источниковедения по истории искусства: в 8 частях (Materialien zur Quellenkunde der Kunstgeschichte).
- 1918: Сокровищница Высочайшего Императорского Дома в Вене (Die Schatzkammer des Allerhöchsten Kaiserhauses in Wien).
- 1920: Карл Фридрих фон Румор: итальянские исследования (Karl Friedrich von Rumohr: Italienische Forschungen).
- 1921: Североитальянские тречентисты (Oberitalienische Trecentisten).
- 1922: Наши музыкальные инструменты: введение в их историю (Unsere Musikinstrumente: Eine Einführung in ihre Geschichte).
- 1924: Литература по искусству: Пособие по источниковедению новой истории искусства (Die Kunstliteratur. Ein Handbuch zur Quellenkunde der neueren Kunstgeschichte).
- 1929—1934: Художественные проблемы раннего Возрождения: в 3-х томах (Künstlerprobleme der Frührenaissance).
- 1932: Об итальянской историографии античного искусства (Sull’antica storiografia italiana dell’arte).
- 1934: Венская школа истории искусства (Die Wiener Schule der Kunstgeschichte).
- 1935: История стиля и история языка изобразительного искусства: Обзор (Stilgeschichte und Sprachgeschichte der bildenden Kunst: Ein Rückblick).